# El Rincón de la Colmena
El Rincón de la Colmena är en ort i Mexiko.   Den ligger i kommunen Cosoleacaque och delstaten Veracruz, i den sydöstra delen av landet, 500 km öster om huvudstaden Mexico City. El Rincón de la Colmena ligger 40 meter över havet och antalet invånare är 126.
Terrängen runt El Rincón de la Colmena är platt. Runt El Rincón de la Colmena är det tätbefolkat, med 343 invånare per kvadratkilometer. Närmaste större samhälle är Minatitlán, 8,6 km öster om El Rincón de la Colmena. Omgivningarna runt El Rincón de la Colmena är en mosaik av jordbruksmark och naturlig växtlighet.